# Elymus maltei
Elymus maltei är en gräsart som beskrevs av Wray Merrill Bowden. Elymus maltei ingår i släktet elmar, och familjen gräs. Inga underarter finns listade i Catalogue of Life.